# Calatrava la Nueva
Il castello-convento di Calatrava la Nueva è stato costruito nel 1213 dall'Ordine Militare di Calatrava nell'ambito della Riconquista Spagnola. Fu edificato tra il 1213 e il 1217 nei pressi di Aldea del Rey.

## Storia
Il territorio passò in mano ai cavalieri di Calatrava dopo la Battaglia di Las Navas de Tolosa nel 1212. Nel 1217, completata la costruzione, l'ordine trasferì qui la sua sede principale che prima si trovava nel convento fortificato di Castilla la Veja.

## Architettura
La chiesa interna presenta un bellissimo rosone gotico. Il castello presenta tre cinte murarie.